# 三叶赤瓟
三叶赤瓟（学名：Thladiantha maculata var. palmatifolia）为葫芦科赤瓟属斑赤瓟的变种，是中国的特有植物。分布在中国大陆的云南等地，生长于海拔950米至2,300米的地区，见于林缘、山坡灌丛及林下，目前尚未由人工引种栽培。